# Bert Schneider (boxare)
Bert Schneider, född 1 juli 1897, död 20 februari 1986, var en kanadensisk boxare.
Schneider blev olympisk mästare i weltervikt i boxning vid sommarspelen 1920 i Antwerpen.